# Minas Hantzidis
Minas Hantzidis (4 de Julho de 1966) é um ex-futebolista profissional grego.

## Carreira
Teve uma longa carreira, tanto no futebol alemão e no futebol grego, Hantzidis, participou da Copa do Mundo de 1994.